# فوریو کلمبو
فوریو کلمبو (انگلیسی: Furio Colombo; ۱ ژانویهٔ ۱۹۳۱ – ۱۴ ژانویهٔ ۲۰۲۵) روزنامه‌نگار و سیاستمدار اهل ایتالیا بود.
او کار خود را در اواسط دهه ۱۹۵۰ با همکاری با شبکه رادیو تلویزیونی رای آغاز کرد. در اواخر دهه ۱۹۸۰، پس از نقل مکان به نیویورک، به عنوان خبرنگار برای لا استامپا و لا رپوبلیکا مشغول به کار شد. او برای روزنامه‌های مختلف نوشت و در دوره‌های مختلف زندگی خود در دانشگاه بولونیا، دانشگاه کلمبیا و دانشگاه کالیفرنیا تدریس کرد و به عنوان مدیر مؤسسه فرهنگی ایتالیایی در شهر نیویورک خدمت کرد.
او سپس به عنوان سردبیر یونیت ایتالیا، یک روزنامه چپ ایتالیایی خدمت کرد، قبل از اینکه به دلیل انتقاداتی که به دلیل استقلال بیش از حد خود از خط حزب با آن مواجه شد، آن را ترک کرد. او بعداً یکی از بنیانگذاران مجله ایل فاتو کووتیدیانو و ستون‌نویس آن شد، که در جریان تهاجم روسیه به اوکراین از سمت خود استعفا داد زیرا به گفته او این روزنامه موضعی طرفدار روسیه و در اعتراض به استخدام الساندرو اورسینی اتخاذ کرده بود.

## مرگ
کلمبو در ۱۴ ژانویه ۲۰۲۵ در سن ۹۴ سالگی در رم درگذشت.